# لقمانيات الشكل
لقمانيات الشكل أو كرايكاس (بالإنجليزية: Chriacus)‏ هي جنس منقرض من الثدييات المشيمية في رتبة اللقمانيات التي عاشت في أمريكا الشمالية ما يقرب من 50 إلى 63 مليون سنة مضت.